# 溴酸钴
溴酸钴是一种无机化合物，化学式为Co(BrO3)2。

## 制备
溴酸钴可由硫酸钴和溴酸钡的反应制备：
Ba(BrO3)2 + CoSO4 → BaSO4↓ + Co(BrO3)2